# Renato Guttuso
Renato Guttuso (Bagheria, 26 de dezembro de 1911 — Roma, 18 de janeiro de 1987) foi um pintor e político italiano, expoente da pintura neorealista italiana.
Suas obras mais conhecidas incluem Flight from Etna (1938–39), Crucifixion (1941) e La Vucciria (1974). Guttuso também projetou itens para o teatro (incluindo cenários e figurinos para Histoire du Soldat, Roma, 1940) e fez ilustrações para livros, como em Italian Food (1954), de Elizabeth David. 
Guttuso adotou uma postura antifascista enfática, e "se desenvolveu a partir do expressionismo e da luz dura de sua terra natal para pintar paisagens e comentários sociais".

## Galeria

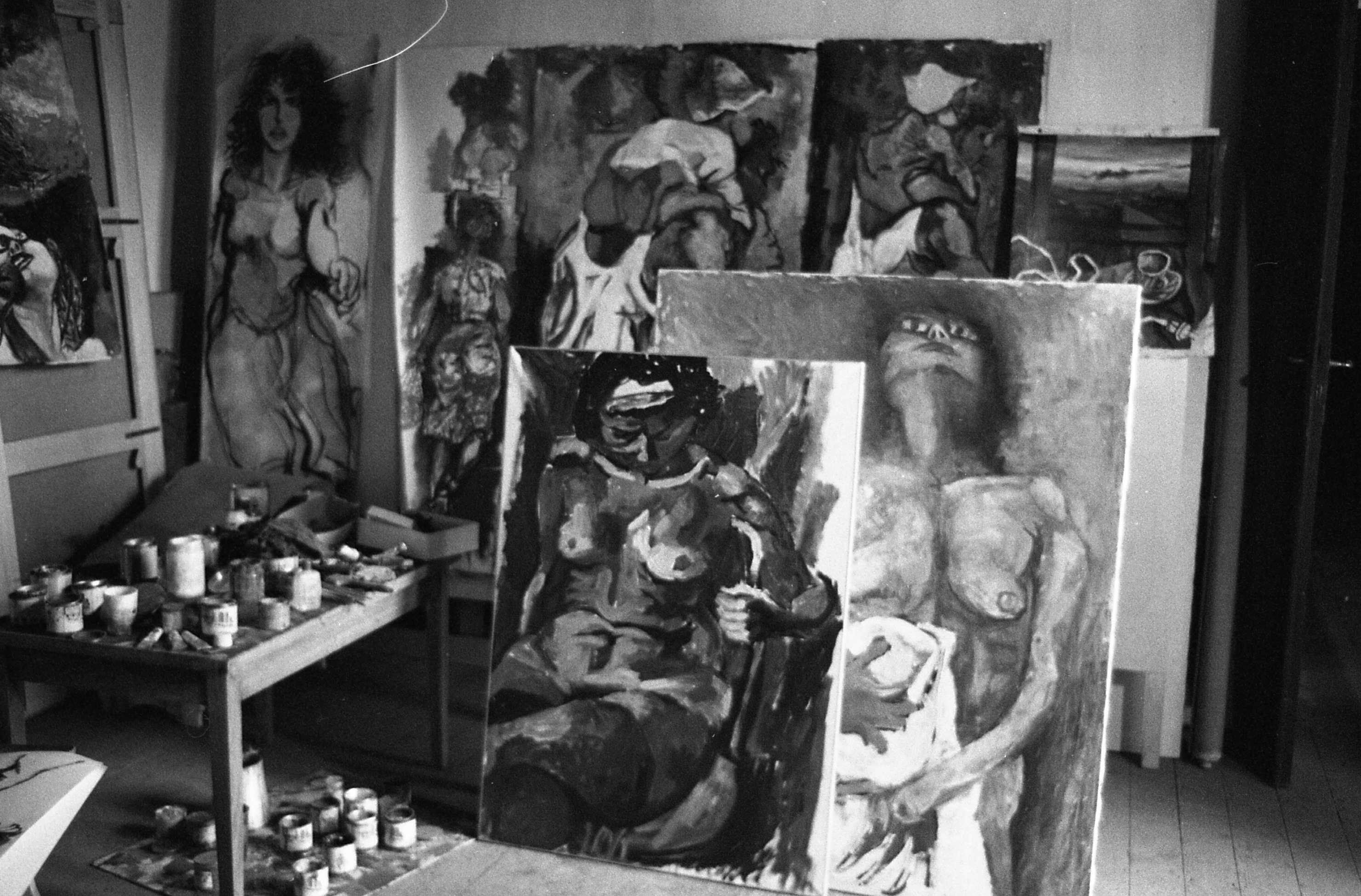
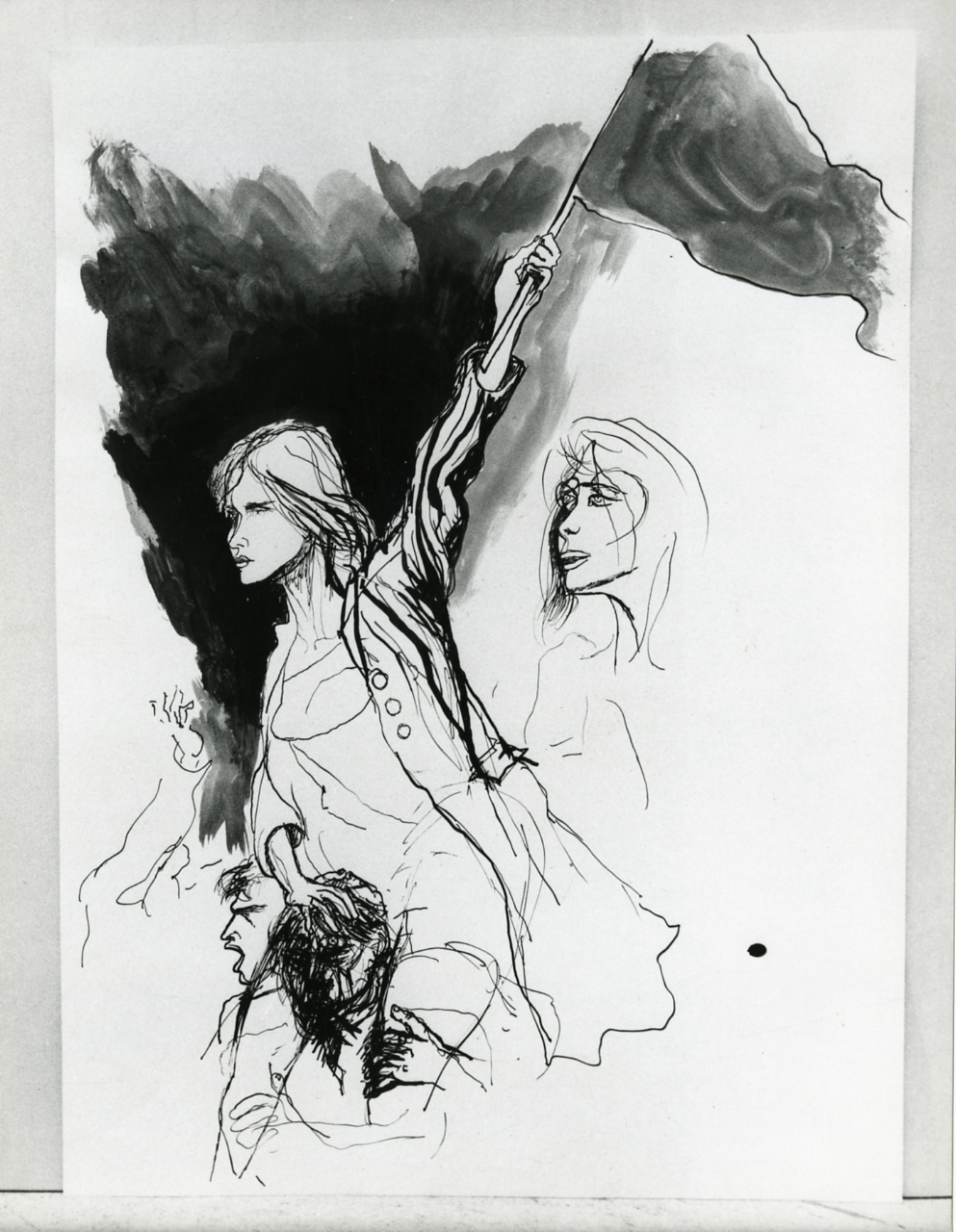
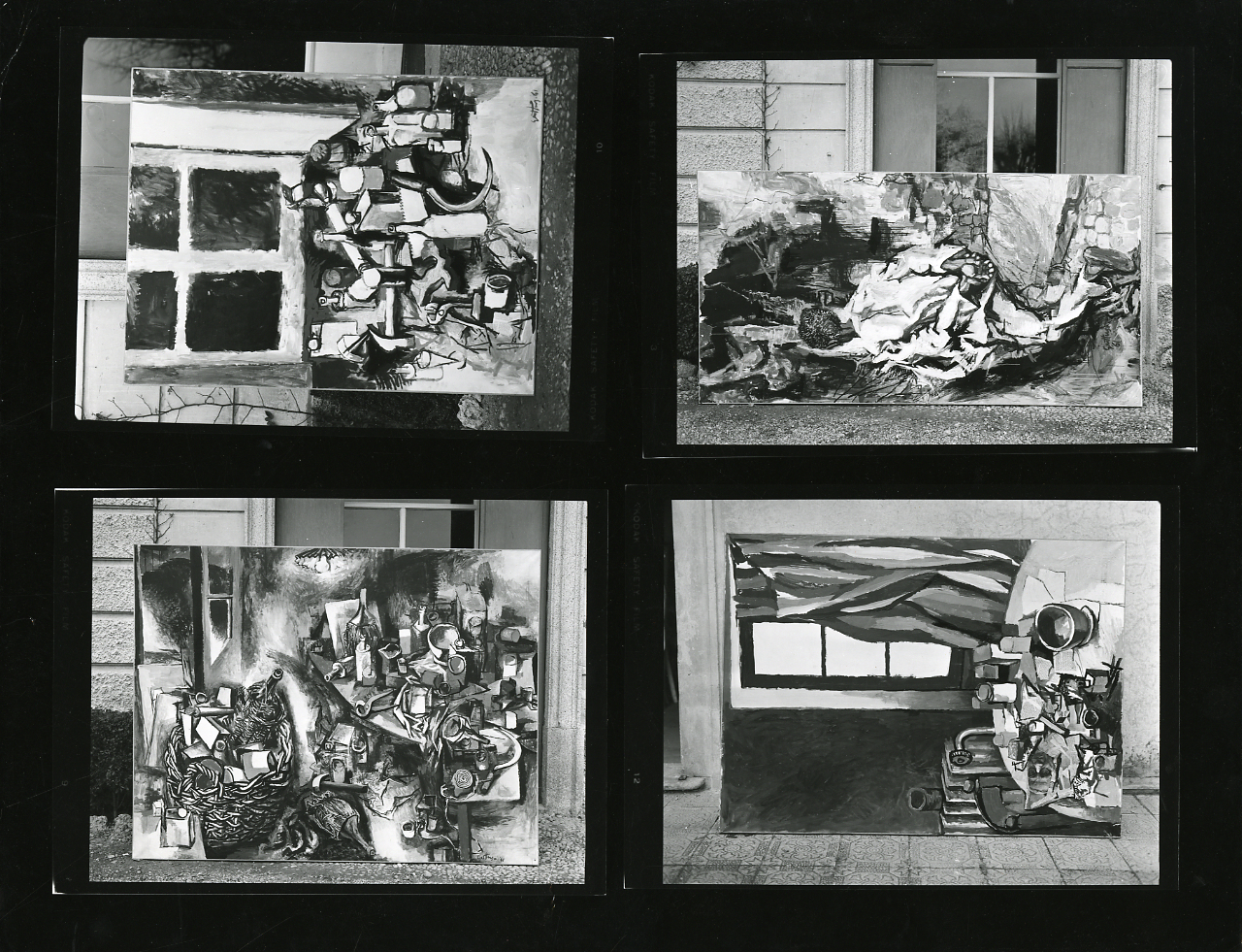
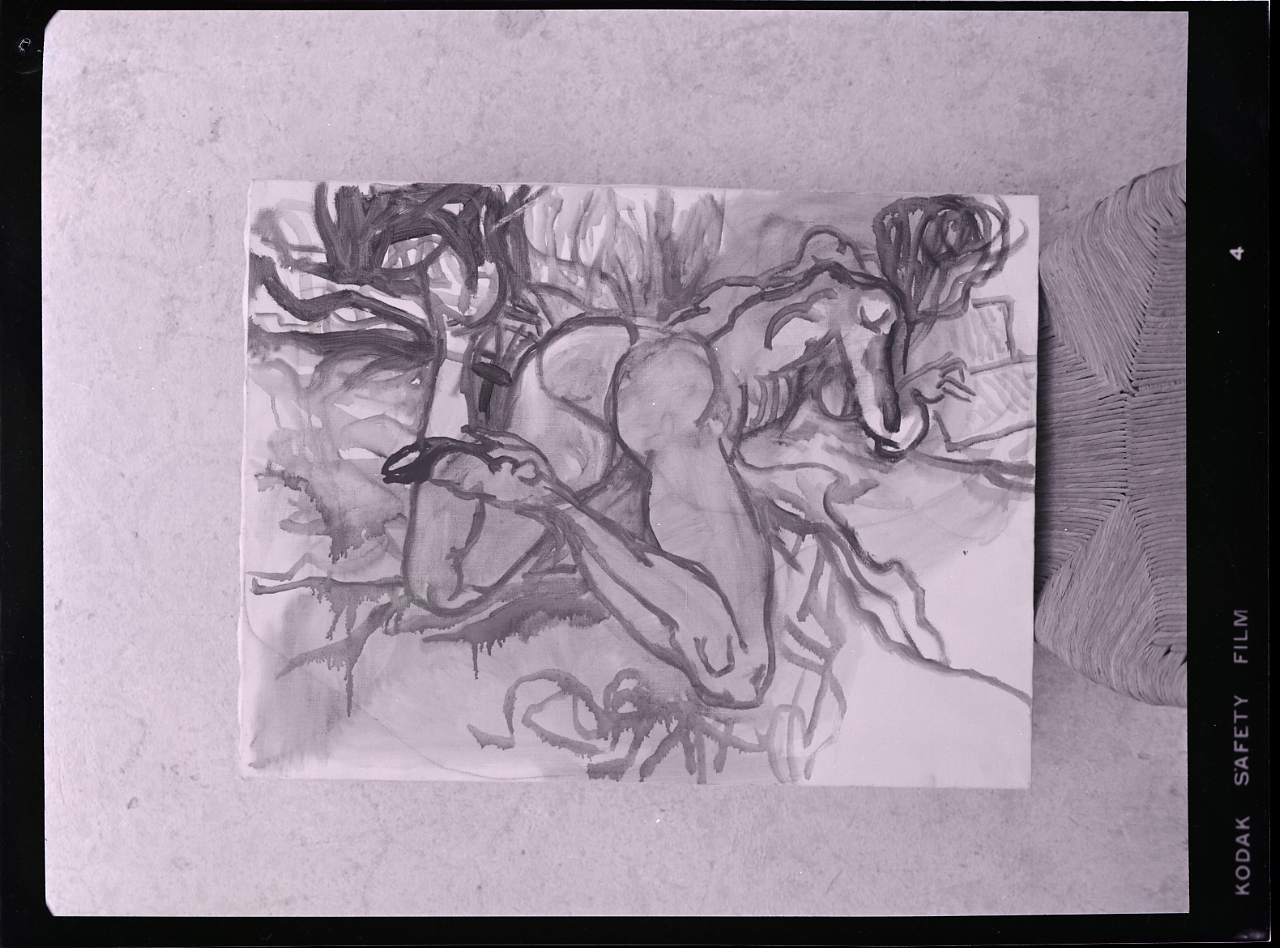
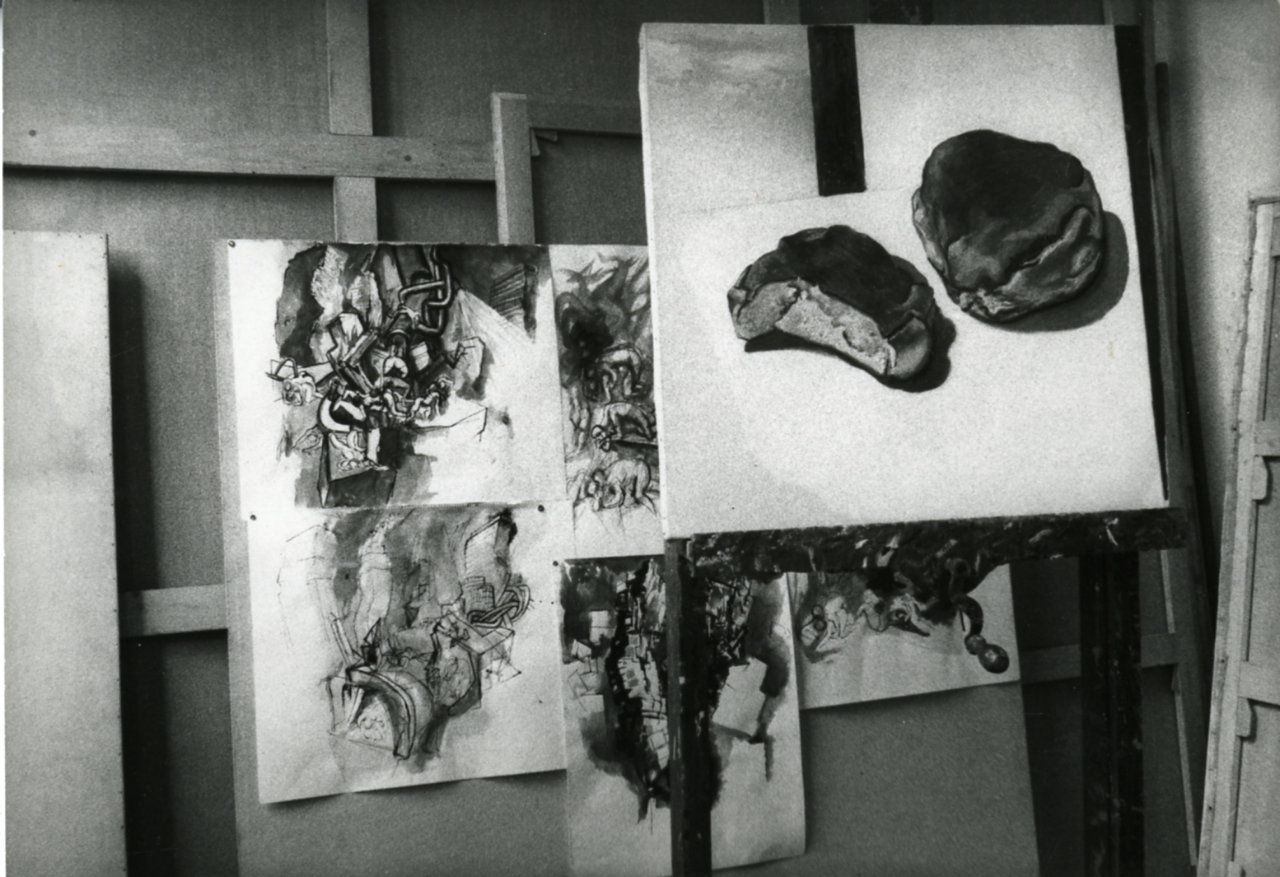
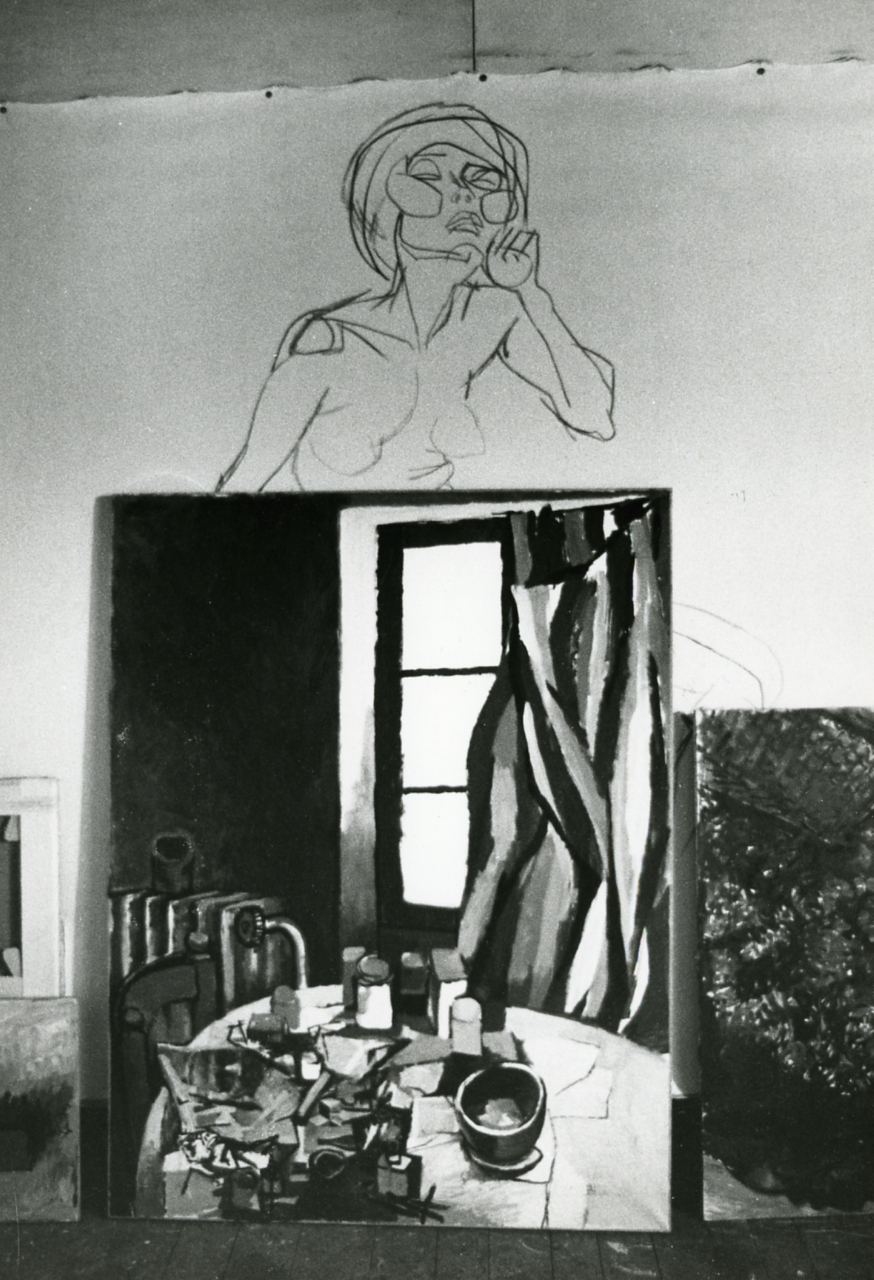
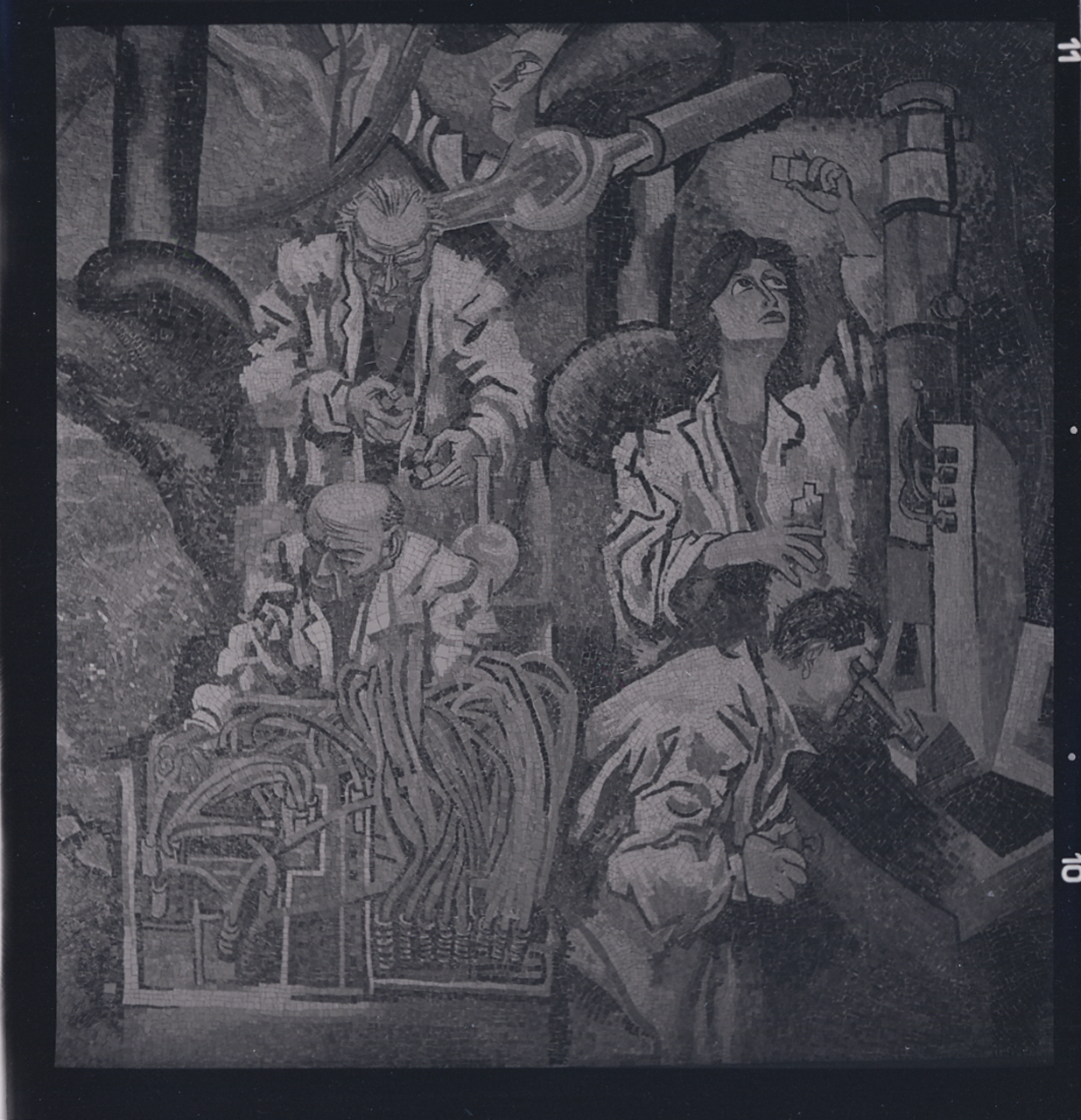
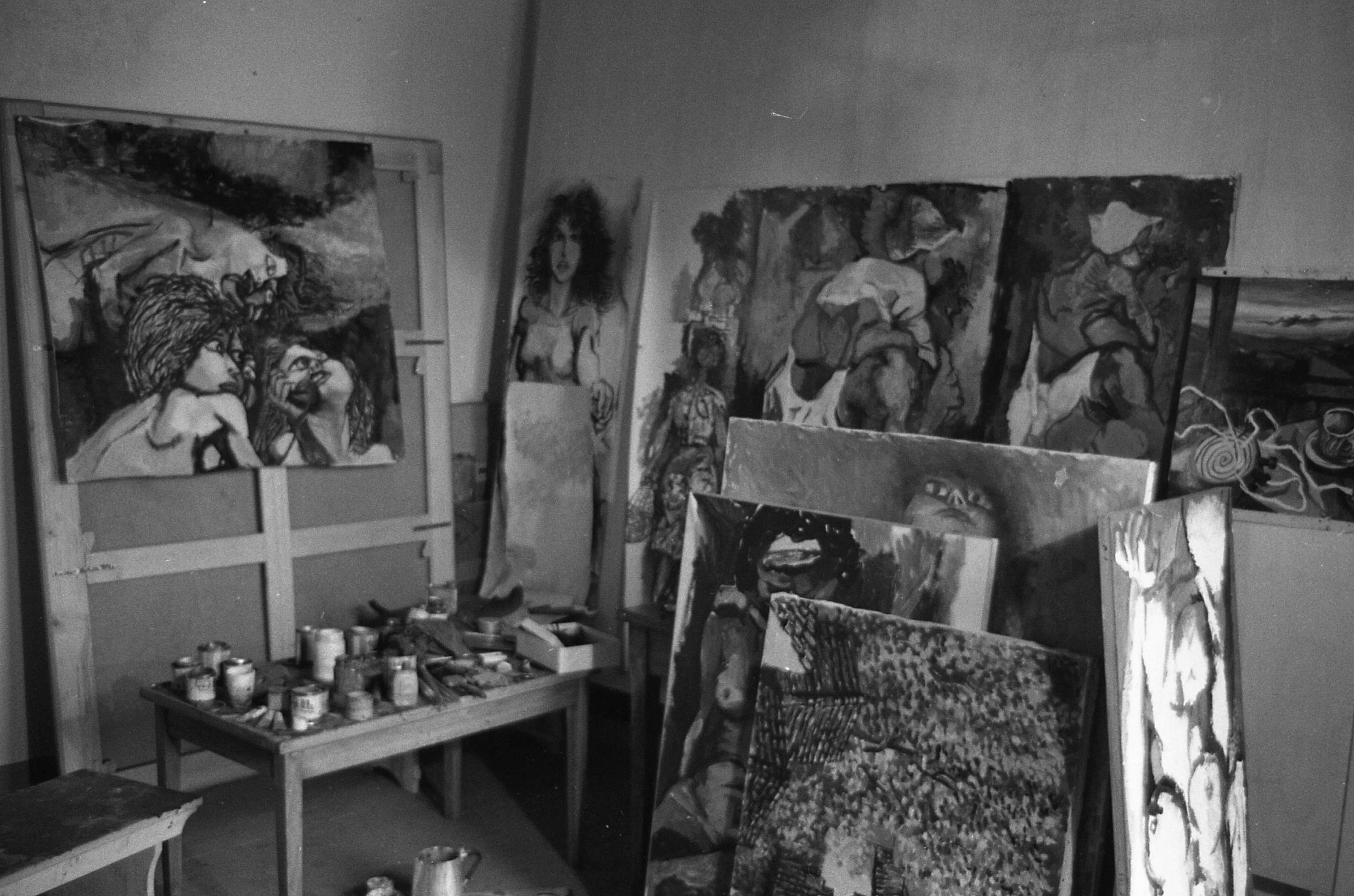
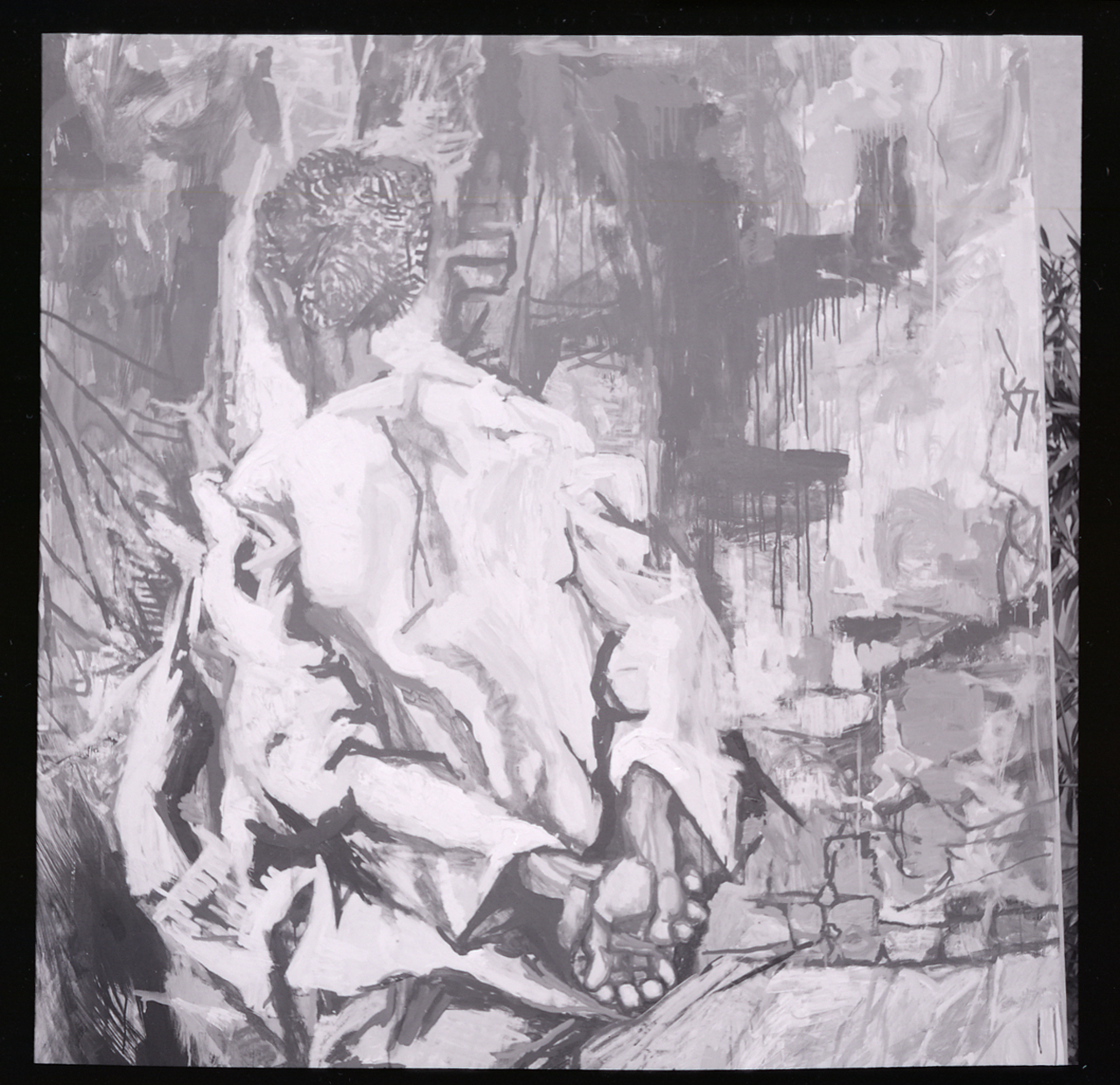
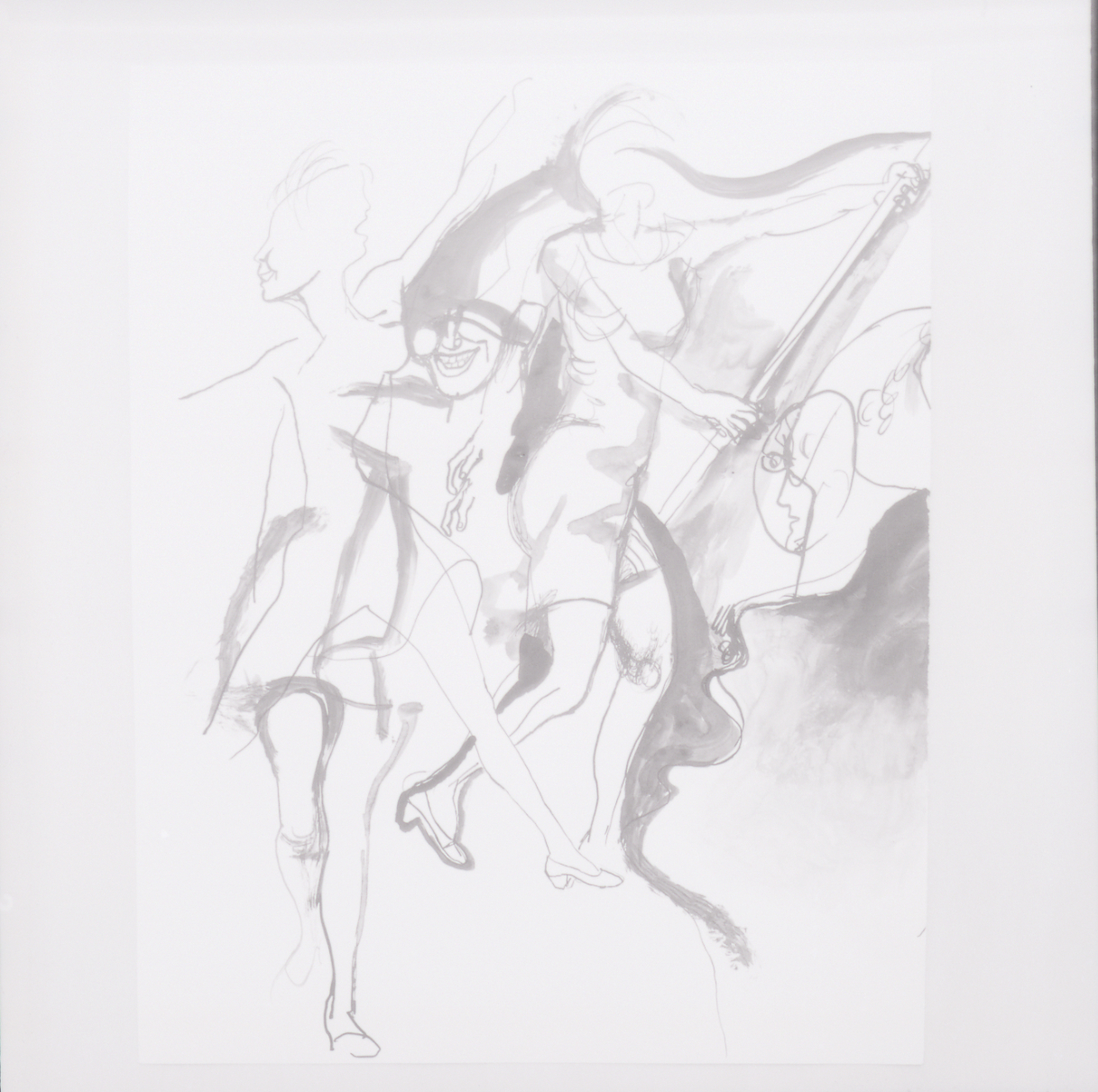